# 2–5 La Belle Place

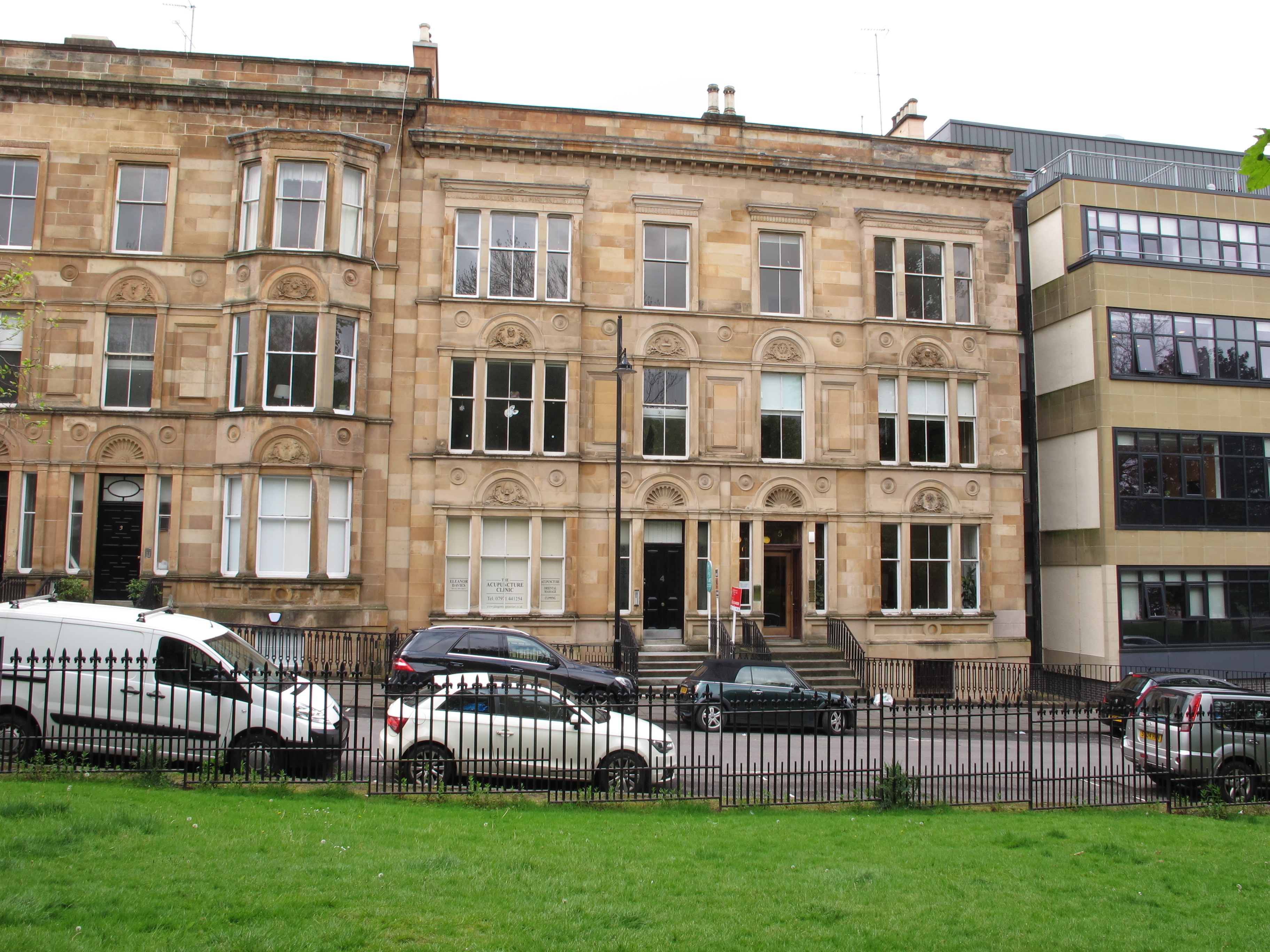
2–5 La Belle Place

Unter der Adresse 2–5 La Belle Place in der schottischen Stadt Glasgow befinden sich zwei Wohngebäude. 1970 wurde das Bauwerk in die schottischen Denkmallisten zunächst in der Kategorie B aufgenommen. Die Hochstufung in die höchste Denkmalkategorie A erfolgte 1988.

## Beschreibung
Der Bau nach einem Entwurf des bedeutenden schottischen Architekten Charles Wilson, der sie im Zusammenhang mit den nebenliegenden Queen’s Rooms errichtete, wurde 1857 abgeschlossen. Die dreistöckigen Gebäude stehen am La Belle Place südlich des Park Districts. Sie sind im klassizistischen Italianate-Stil ausgestaltet.
Die Detaillierung der nordexponierten Hauptfassaden ist weitgehend identisch. 4–5 La Belle Place liegt auf Grund des fallenden Grundes etwas niedriger. Beide Gebäude sind jeweils spiegelsymmetrisch aufgebaut und in zwei Wohneinheiten unterteilt. Die Eingangstüren sind über kurze Vortreppen zugänglich. Sie sind mit Pilastern und Kämpferfenstern gestaltet und schließen mit halbrunden Muschelornamenten. Auf den äußeren Achsen sind die Fenster zu Drillingsfenstern gekuppelt. Im Erdgeschoss und im ersten Obergeschoss schließen sie mit floralen Motiven in halbrunden Bögen, sodass der Eindruck venezianischer Fenster entsteht. Am Gebäude 2–3 La Belle Place treten auf den äußeren Achsen abgekantete, dreistöckige Ausluchten heraus. Die Dächer sind mit Schiefer eingedeckt.